# Islandzka Konfederacja Pracy
Islandzka Konfederacja Pracy (isl. Alþýðusamband Íslands, ASÍ) – centrala związkowa działająca na terenie Islandii.
ASÍ jest stowarzyszona z Międzynarodową Konfederacją Związków Zawodowych (ITUC), Europejską Konfederacją Związków Zawodowych (ETUC) i Radą Nordyckich Związków Zawodowych (NFS). 

## Historia
ASÍ została założona 12 marca 1916 na spotkaniu w Reykjavíku przez siedem związków zawodowych z Reykjavíku i Hafnarfjörður, z których jeden reprezentował kobiety-pracownice. Wraz z założeniem ASÍ powstała także Partia Socjaldemokratyczna, która była jej politycznym ramieniem. Po początkowych ostrożnych działaniach, w 1922 Konfederacja uzgodniła bardziej radykalny manifest, odzwierciedlający ówczesne trendy socjaldemokratyczne.
W październiku 2018 Drífa Snædal została pierwszą kobietą na stanowisku lidera związku.
W 2024 do ASÍ należało 37 związków zawodowych, które łącznie zrzeszały 160 000 pracowników. 